# Tarijakriget 1837-1839
Tarijakriget 1837–1839, även känt som "kriget mellan Argentinska konfederationen och Peru-bolivianska konfederationen", var en väpnad konflikt mellan 1837 och 1839. Kriget började den 19 maj 1837 efter den peruansk-bolivianska konfederationens olagliga annektering med militära medel av Tarija, Salta och Jujuy. Guvernören i provinsen i Buenos Aires, Juan Manuel de Rosas, ansvarig för utrikesförbindelserna för den argentinska konfederationen, förklarade omedelbart krig mot presidenten Andrés de Santa Cruz.
Operationerna började i augusti 1837 när de bolivianska trupperna invaderade större delen av provinsen Jujuy, Puna de Atacama och norra delen av provinsen Salta. Striderna fortsatte med en serie skärmytslingar mellan båda styrkorna, alla utan avgörande resultat I maj och juni 1838 besegrade den konfedererade armén Rosas trupper i en serie mindre möten, de viktigaste var slaget vid Montenegro (Cuesta de Coyambuyo), som medförde den argentinska styrkans tillbakadragande ur konflikten, som från och med då upprätthöll en defensiv hållning, även om kriget fortsatte fram till segern för den chilensk-peruanska restaureringsarmén i slaget vid Yungay, som satte stopp för Peru-bolivianska konfederationen. Efter konflikten skulle den argentinska konfederationen återvinna provinserna Salta och Jujuy medan frågan om Tarija fortfarande skulle vara en konflikt mellan Argentina och Bolivia.